# Hierarchické shlukování
Hierarchické shlukování je soubor příbuzných metod shlukové analýzy, které shlukování provádějí postupným spojováním menších shluků (aglomerativní metody) anebo naopak postupným dělením velkých shluků na menší (divisivní metody) podle předepsaných kritérií. Jednotlivé metody jsou definovány především metrikou (vzdáleností mezi shluky, mezi body a mezi shluky a body) používanou při hledání optimálního spojení nebo dělení.
Protože při hledání jednotlivého spojení nebo dělení se obvykle hledá optimum bez ohledu na další postup, patří většina používaných metod mezi hladové algoritmy a nemůže zaručit, že nalezne optimální řešení. Název hierarchické pochází z toho, že v průběhu algoritmu se vytvoří přirozená hierarchie shluků vzniklá jejich postupným dělením či spojováním. Nevýhodou hierarchického shlukování je, že příslušné metody obvykle špatně škálují vzhledem k počtu shlukovaných bodů {\displaystyle n}: časová náročnost standardního algoritmu je {\displaystyle {\mathcal {O}}(n^{3})} a paměťová náročnost {\displaystyle {\mathcal {O}}(n^{2})}, obojí však může být v určitých případech zlepšeno.